# Legacy Tobacco Documents Library
De  Legacy Tobacco Documents Library (LTDL) is een digitaal archief met documenten van de  tabaksindustrie. Het archief wordt gefinancierd door de American Legacy Foundation en wordt onderhouden door de  Universiteit van Californië - San Francisco. 
De bibliotheek bevat meer dan 10 miljoen documenten die afkomstig zijn van tabaksfabrikanten en organisaties. Veel van de documenten bevatten voor intern gebruik bedoelde strategische memo's die publiek zijn geraakt door het  Tobacco Master Settlement Agreement.  De documenten behandelen de manier waarop de tabaksindustrie omging met advertising, productie, marketing, verkoop en wetenschappelijk onderzoek.
Onderzoekers, journalisten en activisten gebruiken de bibliotheek veelvuldig om te leren hoe de tabaksindustrie strategisch te werk ging. In de bibliotheek zijn ook de namen terug te vinden van heel wat Belgen en Nederlanders die van ver of dichtbij verbonden waren aan de tabaksindustrie.

## Geschiedenis
In 1994 starten de officiers van justitie van vier Amerikaanse staten (Mississippi, Minnesota, Florida en Texas) onafhankelijk van elkaar een proces tegen de tabaksindustrie om financiële tegemoetkoming te eisen voor de kosten voor de sociale zekerheid  ten gevolge van door roken veroorzaakte ziektes. Tijdens de loop van de procedure startten nog 42 andere staten gelijkaardige juridische acties.
In 1998 werd een Master Settlement Agreement (MSA) getekend door de officiers van justitie van 46 staten enerzijds en anderzijds de vier grootste Amerikaanse tabaksfabrikanten : Philip Morris, R. J. Reynolds, Brown & Williamson en de American Tobacco Company.
Het MSA is een compromis dat werd gesloten om de lopende rechtszaken te stoppen en verplicht de tabaksfabrikanten om jaarlijks een geldbedrag te storten. Daarenboven legt het regels op op het vlak van advertising van tabaksproducten. De bepalingen uit het MSA zorgden ook voor de oprichting en financiering van de American Legacy Foundation dat de uitbouw en het beheer van de Legacy Tobacco Documents Library verzorgt.
Door het MSA waren de tabaksfabrikanten verplicht om interne documenten vrij te geven. Die worden enerzijds bewaard in een archief in Minnesota en anderzijds op een internetsite. Ook alle documenten ter voorbereiding van rechtszaken rond roken en volksgezondheid die aangemaakt werden tot 2008 moesten vrijgegeven worden. Toezicht op de hele operatie gebeurt door de National Association of Attorneys General (NAAG).
In 2002 gaf de NAAG een groot aantal genummerde documenten en foto's  aan de Universiteit van San Francisco, waaruit de LTDL ontstond.

## De collectie
Naast de documenten uit het Master Settlement Agreement bevat het LTDL ook documenten van bedrijven die geen deel uitmaakten van het akkoord, zoals British American Tobacco  en documenten die werden vrijgegeven door eerdere rechtszaken. 
British American TobaccoDe British American Tobacco (BTA) collectie werd oorspronkelijk bijgehouden in een afzonderlijk archief (BATDA). De bijna 7 miljoen documenten werden in juli 2008 toegevoegd aan de LTDL om onderzoekers ongehinderd toegang te kunnen geven aan het archief.  De collectie bevat documenten van de British American Tobacco Company en het moederbedrijf BAT Industries PLC.
US Smokeless TobaccoDe US Smokeless Tobacco collectie bevat interne bedrijfsdocumenten van de US Smokeless Tobacco Company, de grootste producent van snuiftabak.
UCSF Brown & WilliamsonDuizenden pagina’s van de Brown & Williamson Tobacco Corporation werden zonder dat erom verzocht werd in 1994 overhandigd aan de Universiteit van San Francisco. Deze documenten bevatten vooral wetenschappelijke studies over de verslavende natuur van nicotine en gezondheidseffecten van tabaksrook. Brown & Williamson  probeerde middels een rechtszaak het materiaal uit de LTDL te verwijderen maar het Amerikaanse oppergerechtshof oordeelde in 1995 dat ze publiek moesten gemaakt worden. Dit werd in beroep bevestigd.
Mangini ("Joe Camel") DocumentenDeze collectie bevat interne documenten van de R. J. Reynolds Tobacco Company die warden geproduceerd tijdens de civiele rechtszaak Mangini v. R. J. Reynolds Tobacco Company. De meerderheid van de documenten stamt uit de periode 1970-1990 toen R.J. Reynolds publiciteit voerde met “Joe Camel”.
The Multimedia CollectionDeze verzameling bevat meer dan 5000 video- en geluidsfragmenten.
Liggett & MyersEen bundeling van ongeveer 400.000 pagina’s interne documenten van Liggett & Myers. In 1997 was Liggett & Myers de eerste tabaksproducent die een akkoord sloot met de Amerikaanse overheid over rechtszaken die liepen in 22 staten. Doordat deze overeenkomst gesloten werd voor het Master Settlement Agreement zijn deze documenten niet elektronisch beschikbaar.
Tobacco Depositions and Trial Testimony Archive (DATTA)DATTA bevat een overzicht van tabaksgerelateerde rechtszaken die warden verzameld door het Center for Tobacco Use Prevention and Research in Okemos, Michigan.